# Allyson Swaby
Pour les articles homonymes, voir Swaby.
Allyson Swaby, née le 3 octobre 1996 à Hartford dans le Connecticut, est une joueuse internationale jamaïcaine de football, qui évolue au poste de défenseure centrale.
Avec sa sœur Chantelle et l’équipe de Jamaïque, elle se qualifie et participe à la Coupe du monde 2019.

## Biographie
Le 29 novembre 2018, elle s'engage avec l'AS Rome pour la toute première saison de l'histoire du club. Elle retrouve sa compatriote Trudi Carter. Le 30 janvier 2023, elle est prêtée à la section féminine du Paris Saint-Germain Football Club. Elle ne peut cependant pas jouer de match officiel avec le club parisien, son contrat n'ayant pas été homologué à temps.
Le 30 janvier 2025, elle rejoint Crystal Palace.